# 4847 Аменхотеп
4847 Аменхотеп (6787 P-L, 1975 EM5, 1981 AZ, 1981 CD1, 4847 Amenhotep) — астероїд головного поясу, відкритий 24 вересня 1960 року.
Тіссеранів параметр щодо Юпітера — 3,687.